# Englerophytum
Englerophytum es un género con doce especies de plantas  perteneciente a la familia de las sapotáceas. Es originario de África tropical.
Etimología
Englerophytum: nombre genérico otorgado en honor del botánico alemán Heinrich Gustav Adolf Engler con el sufijo phytum.

## Especies seleccionadas
- Englerophytum congoense
- Englerophytum hallei
- Englerophytum iturense
- Englerophytum magalismontanum

## Sinonimia
- Bequaertiodendron De Wild., Rev. Zool. Bot. Africaines 7(Suppl.): 21 (1919).
- Tisserantiodoxa Aubrév. & Pellegr., Bull. Soc. Bot. France 104: 277 (1957).
- Boivinella Pierre ex Aubrév. & Pellegr., Bull. Soc. Bot. France 105: 37 (1958).
- Zeyherella (Engl.) Pierre ex Aubrév. & Pellegr., Bull. Soc. Bot. France 105: 37 (1958).
- Neoboivinella Aubrév. & Pellegr., Bull. Soc. Bot. France 106: 23 (1959).
- Pseudoboivinella Aubrév. & Pellegr., Notul. Syst. (Paris) 16: 260 (1961).
- Wildemaniodoxa Aubrév. & Pellegr., Notul. Syst. (Paris) 16: 252 (1961).[1]